# Marathon van Nagano 2012
De marathon van Nagano 2012 (ook wel Nagano Olympic Commemorative) vond plaats op zondag 15 april 2012 in Nagano. Het was de veertiende editie van deze marathon.
De wedstrijd bij de mannen werd gewonnen door de Keniaan Francis Kibiwott in 2:09.05. Hij had slechts vijf seconden voorsprong op zijn landgenoot Silas Sang. Bij de vrouwen ging de eveneens Keniaanse Pauline Wangui met de hoogste eer strijken. Haar eindtijd was 2:34.22.
Beide geslachten slaagden er niet in om het parcoursrecord te verbeteren.

## Uitslagen
Mannen
| rang | naam               | land | tijd    |
| ---- | ------------------ | ---- | ------- |
| 1    | Francis Kibiwott   | KEN  | 2:09.05 |
| 2    | Silas Sang         | KEN  | 2:09.10 |
| 3    | Moses Kangogo      | KEN  | 2:10.53 |
| 4    | Aleksej Sokolov    | RUS  | 2:10.59 |
| 5    | Kiyokatsu Hasegawa | JPN  | 2:16.03 |
| 6    | Ryoichi Matsuo     | JPN  | 2:18.15 |
| 7    | Shunsuke Sakai     | JPN  | 2:18.39 |
| 8    | Atsushi Hasegawa   | JPN  | 2:19.12 |
| 9    | Akinori Obara      | JPN  | 2:20.23 |
| 10   | Koji Sato          | JPN  | 2:20.36 |

Vrouwen
| rang | naam                      | land | tijd    |
| ---- | ------------------------- | ---- | ------- |
| 1    | Pauline Wangui            | KEN  | 2:34.22 |
| 2    | Belaynesh Gebre Zemedkhun | ETH  | 2:35.19 |
| 3    | Rose Nyangacha            | KEN  | 2:36.18 |
| 4    | Lauren Shelley            | AUS  | 2:37.13 |
| 5    | Sayuri Baba               | JPN  | 2:37.38 |
| 6    | Chihiro Tanaka            | JPN  | 2:42.34 |
| 7    | Manami Takeuchi           | JPN  | 2:42.57 |
| 8    | Yuko Machida              | JPN  | 2:43.19 |
| 9    | Anastasia Ndereba         | KEN  | 2:43.33 |
| 10   | Risa Hagiwara             | JPN  | 2:43.56 |

Shinmai-periode:

1958 ·
1959 ·
1960 ·
1961 ·
1962 ·
1963 ·
1964 ·
1965 ·
1966 ·
1967 ·
1968 ·
1969 ·
1970 ·
1971 ·
1972 ·
1973 ·
1974 ·
1975 ·
1976 ·
1977 ·
1978 ·
1979 ·
1980 ·
1981 ·
1982 ·
1983 ·
1984 ·
1985 ·
1986 ·
1987 ·
1988 ·
1989 ·
1990 ·
1991 ·
1992 ·
1993 ·
1994 ·
1995 ·
1996 ·
1997 ·
1998

Nagano-periode:

1999 ·
2000 ·
2001 ·
2002 ·
2003 ·
2004 ·
2005 ·
2006 ·
2007 ·
2008 ·
2009 ·
2010 ·
2011 ·
2012 ·
2013 ·
2014 ·
2015 ·
2016 ·
2017